# Башня Слона
«Башня слона» — один из рассказов американского писателя Роберта Говарда о знаменитом персонаже варваре Конане из Киммерии. Ввиду уникального проникновения в мир хайборийской эры и нетипичных для научной фантастики моментов рассказ считается классикой цикла о Конане. Последователи Говарда часто отзываются о рассказе как об одном из его лучших произведений.

## История публикаций
- Журнал Weird Tales , March 1933
- Skull-Face and Others (Arkham House, 1946)
- The Coming of Conan (Gnome Press, 1953)
- Conan (Lancer, 1967, позднее перевыпущен Ace Books)
- The Tower of the Elephant (Donald M. Grant, Publisher, Inc., 1975)
- The Conan Chronicles (Sphere Books, 1989)
- The Conan Chronicles Volume 1: The People of the Black Circle (Gollancz, 2000)
- Conan of Cimmeria: Volume One (1932-1933) (Del Rey, 2003)

## Описание сюжета
Неровный слабый свет факелов освещал пирушки Мауля, где воры Востока ночью устроили карнавал. В Мауле они могли пировать и орать как им заблагорассудится, честные люди остерегались этих кварталов, а караульные, хорошо оплачиваемые замаранными деньгами, не вмешивались в их развлечения. Оригинальный текст (англ.)"Torches flared murkily on the revels in the Maul, where the thieves of the East held carnival by night. In the Maul they could carouse and roar as they liked, for honest people shunned the quarters, and watchmen, well paid with stained coins, did not interfere with their sport..."— Роберт Говард: «Башня Слона »
В таверне воровского квартала Мауль заморского города Аренджуна молодой варвар Конан слышит рассказ вора из Котха про огромный самоцвет «Сердце Слона», спрятанный в таинственной и неприступной башне в центре города, Башне Слона. В башне живёт могучий старый маг Яра, в этом камне заключается вся его колдовская сила. Конан заявляет, что смельчак всегда найдёт способ, чтобы выкрасть камень. Убив в ссоре котхийца, он направляется к башне. В саду у башни Конан встречает короля воров Тауруса, воры договариваются действовать вместе. Они расправляются со львами, охраняющими сад, забрасывают верёвку на крышу башни и поднимаются наверх.
Таурус погибает от укуса огромного паука. Конан убивает паука и находит странное существо по имени Яг-коша с головой слона, прикованное к стене. Яг-коша доверяется Конану и рассказывает ему свою историю. Он и группа его товарищей, живших на далёкой планете Яг, восстали против жестоких правителей, но, не сумев одержать победу, на волшебных крыльях улетели на Землю, где лишились своих крыльев. Находясь в глухом уголке джунглей, они стали свидетелями всего развития человечества. Один за другим ягги умерли, остался только Яг-коша, которого захватил вероломный чёрный маг Яра. Он заточил яга в башне, ослепил его и пытками сломал волю, заставив его знания служить себе.
Яг-коша почуял, что несколько смертей, случившихся в эту ночь, дадут ему силу совершить своё последнее колдовство и отомстить Яре. По просьбе яга Конан вырезал его сердце, пролил кровь на самоцвет и вручил его магу. Волшебная сила сначала превратила злодея в крохотного человечка, а потом засосала его во внутрь самоцвета, где его настиг неумолимый мститель. Самоцвет разлетелся на части. Выйдя из башни, Конан увидел, как она рассыпалась в прах, похоронив под собой несметные богатства.

## Адаптации
По мотивам рассказа компания Marvel Comics создала два комикса. Первый выпуск № 4 серии Конан-варвар, в литературной обработке Роем Томасом и иллюстрациями Барри Виндзор-Смита и Сэла Бускема. Второй выпуск № 24 серии Дикарский меч Конана в литературной обработке Роя Томаса и иллюстрациями Альфредо Алкала и Джона Бускема. Компания Dark Horse создала выпуски комикса в серии № 20-22 серии Конан, сценарий написал Курт Буслек, иллюстрации Кэрри Норда, Дейва Стюарта и Майка Калюты. Недавно появились ещё два сборника серии Конан-варвар компании Dark Horse Сборник 1: The Tower of the Elephant and other stories, и выпуск 3: The Tower of the Elephant and other stories.

## Интересные факты
- Некоторые отмечают, что Говард списал персонаж Ягг-коши с персонажа Чогнар Фог романа Френка Лонга «The Horror from the Hills». Однако это маловерятно, учитывая исключительно доброжелательный характер персонажа, а также факт, что Говард, столь внимательный к сказкам и чудесам Азии и прекрасно зная индуистский пантеон богов, мог использовать в качестве образца бога со слоновьей головой — Ганешу.
- По утверждению автора, на момент описываемых событий Конану «едва исполнилось 17 лет»[2].
- В оригинальном тексте Говарда никогда не было названия «Аренджун» — город был назван так писателем Спрэгом де Кампом, в его введении к рассказу.[3] В письме к Миллеру и Джону Кларку Говард употребил только название «город воров».[3]
- На сюжете рассказа основана ролевая игра[источник не указан 2498 дней].